# NOTHING ナッシング
『NOTHING ナッシング』（Nothing）は、2003年製作のカナダ映画。ヴィンチェンゾ・ナタリ監督。
「世の中から全てのものが消去されたらどうなるか？」という奇想天外なテーマの元に、ナタリ監督の『CUBE』に出演していたデヴィッド・ヒューレットとアンドリュー・ミラーが再び出演している。
低予算で作られており、撮影はデジタルビデオカメラを使って5日間で済ませたという。

## キャスト
| 役名             | 俳優                     | 日本語吹替   |
| ---------------- | ------------------------ | ------------ |
| デイブ           | デヴィッド・ヒューレット | 安原義人     |
| アンドリュー     | アンドリュー・ミラー     | 堀内賢雄     |
| クロフォード     | アンドリュー・ロウリー   | 内田直哉     |
| サラ             | マリ＝ジョゼ・クローズ   | 阿部桐子     |
| エレナの母       | スー・ギャレイ           | 八十川真由野 |
| エレナ           | イレーナ・シリング       | 浅井清己     |
| 市役所職員       | ゴードン・ピンセント     | 金尾哲夫     |
| 作業員           |                          | 田中英樹     |
| 警官1            |                          | 中多和宏     |
| 警官2            |                          | 宇垣秀成     |
| ゲームキャラ     |                          | 小林さやか   |
| アンドリューの父 |                          | 福田信昭     |